# Eenheidscaisson

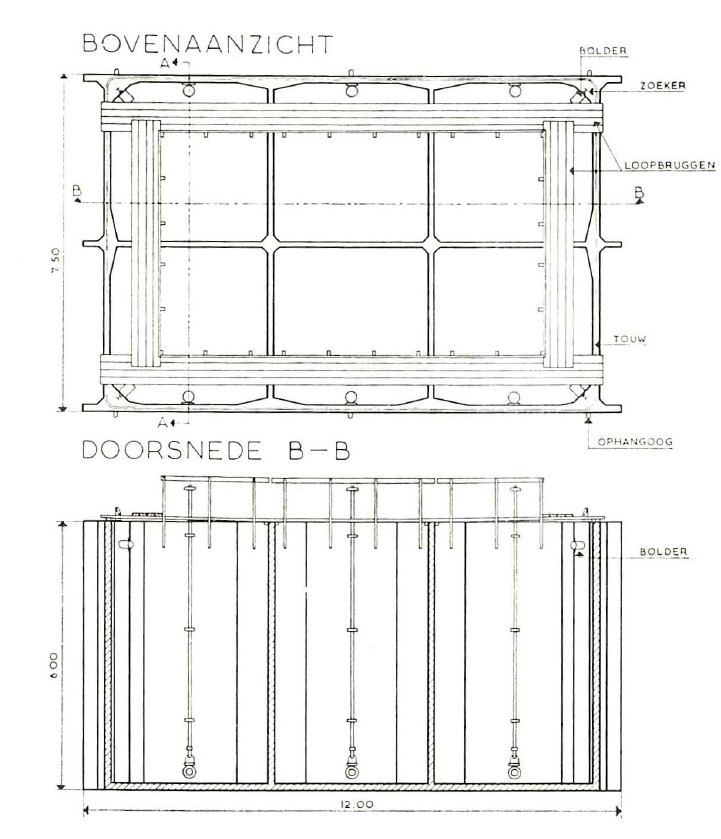
Eenheidscaisson

De eenheidscaissons zijn caissons met standaard maten, die in een relatief groot aantal na de stormramp van 1953 gemaakt zijn Er moesten toen veel sluitgaten gedicht worden, en de gedachte was dat veel daarvan met een caisson zouden kunnen worden afgesloten. Maar omdat de maat van de uiteindelijke sluitgaten niet bekend was, en de bouw van de caissons redelijk wat tijd kost, had men kort na 1 februari 1953 besloten om op voorhand al een groot aantal relatief kleine caissons te laten maken, die op veel plaatsen ingezet zouden kunnen worden, de eenheidscaissons. Later zijn deze caissons ook bij de Deltawerken ingezet.

## Bouw in 1953

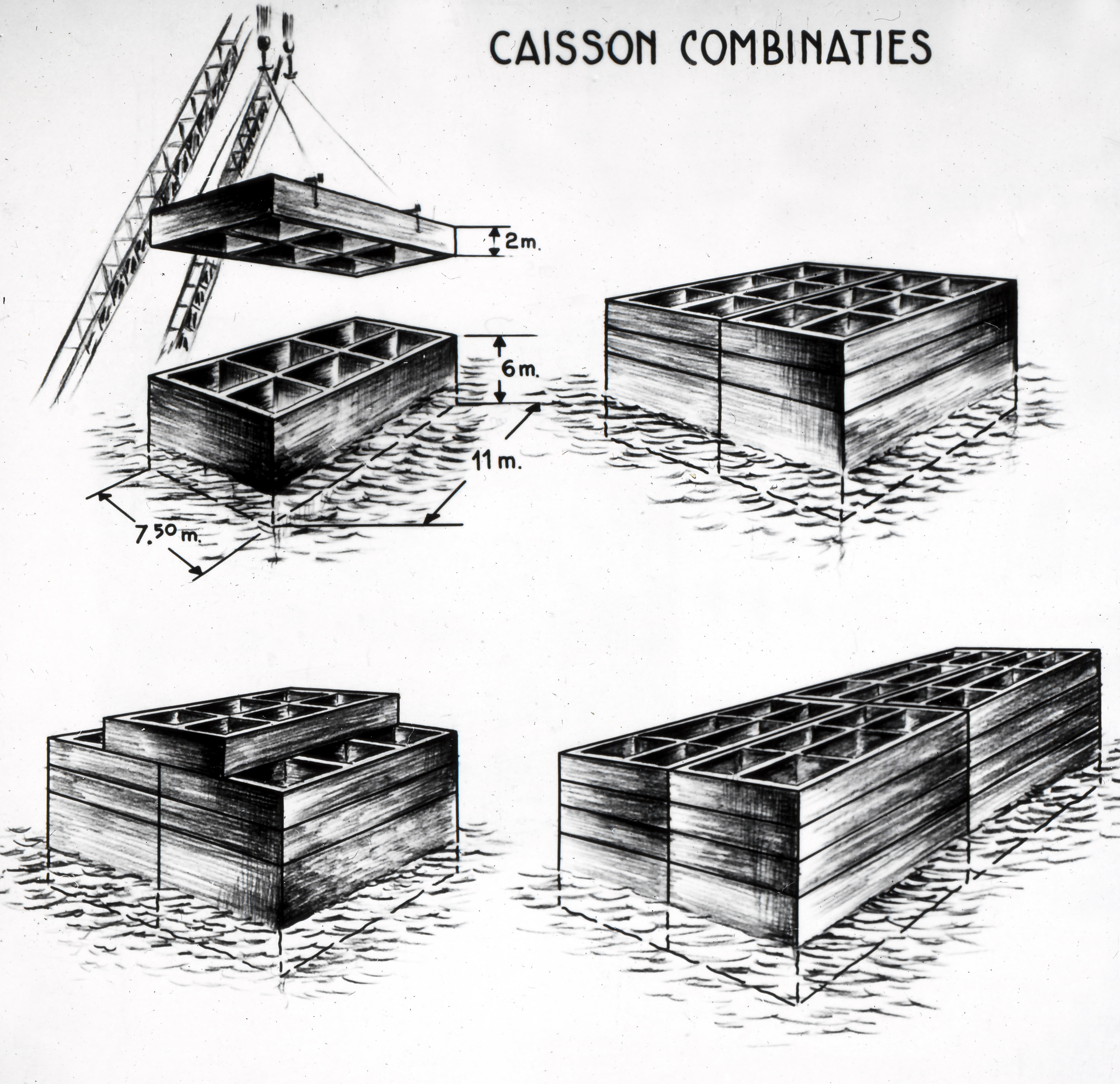
combinaties van eenheidscaissons

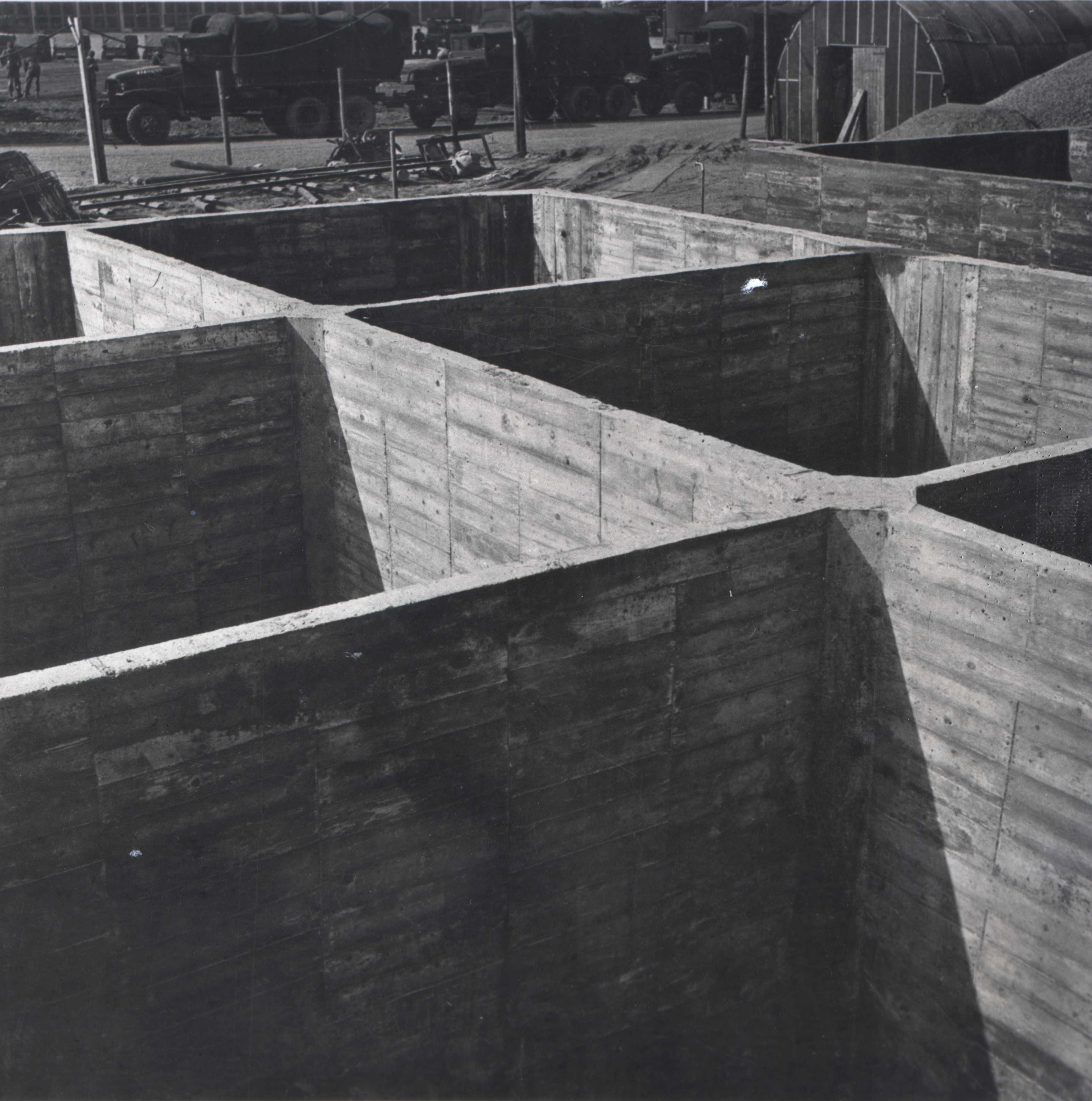
De open bovenkant van een eenheidscaisson

Voor het dichten van de doorbraken in 1953 werd in eerste instantie gedacht aan het gebruiken van op dat moment beschikbare caissons die overgebleven waren na de tweede wereldoorlog. Maar al snel bleek dat die veelal te groot waren en in niet voldoend grote aantallen beschikbaar. Daarom heeft men al snel besloten om betonnen eenheidscaissons te bouwen met de afmetingen 11 × 7,5 × 6 m (lengte × breedte × hoogte), die met behulp van eenheidselementen zonder bodem met een hoogte van 2 m (de zg. manchetten) verhoogd konden worden. Door aaneenkoppeling konden dan alle mogelijke variaties gemaakt worden. De opdracht tot het maken van deze caissons werd op 4 maart 1953 (dus al 1 maand na de ramp) opgedragen aan een zevental aannemingsbedrijven. Volgens contract zouden deze binnen 80 werkdagen 100 caissons en 200 manchetten moeten leveren. Deze zijn gebouwd op vier bouwplaatsen, de Waalhaven en Merwehaven in Rotterdam, de Coenhaven in Amsterdam en aan de Bergse Maas bij Keizersveer. In een later stadium zijn ook nog caissons met iets andere hoogtes gemaakt.
| Type          | Lengte × breedte (m) | Hoogte (m) | Diepgang (m) | Aantal |
| ------------- | -------------------- | ---------- | ------------ | ------ |
| Caisson       | 11 × 7,5             | 6,00       | 2,20         | 99     |
| Caisson       | 11 × 7,5             | 4,00       | 1,70         | 13     |
| Caisson       | 11 × 7,5             | 3,00       | 1,17         | 33     |
| Caisson       | 11 × 7,5             | 3,00       | 1,00         | 35     |
| Caisson       | 11 × 7,5             | 3,00       | 0,80         | 72     |
| Caisson       | 11 × 7,5             | 2,12       | 0,88         | 111    |
| Caisson       | 11 × 7,5             | 2,12       | 0,70         | 48     |
| Halve caisson | 11 × 3,93            | 2,12       | 0,99         | 82     |
| Manchet       | 11 × 7,5             | 2,00       |              | 188    |
| Manchet       | 11 × 7,5             | 1,00       |              | 13     |
| totaal        |                      |            |              | 696    |

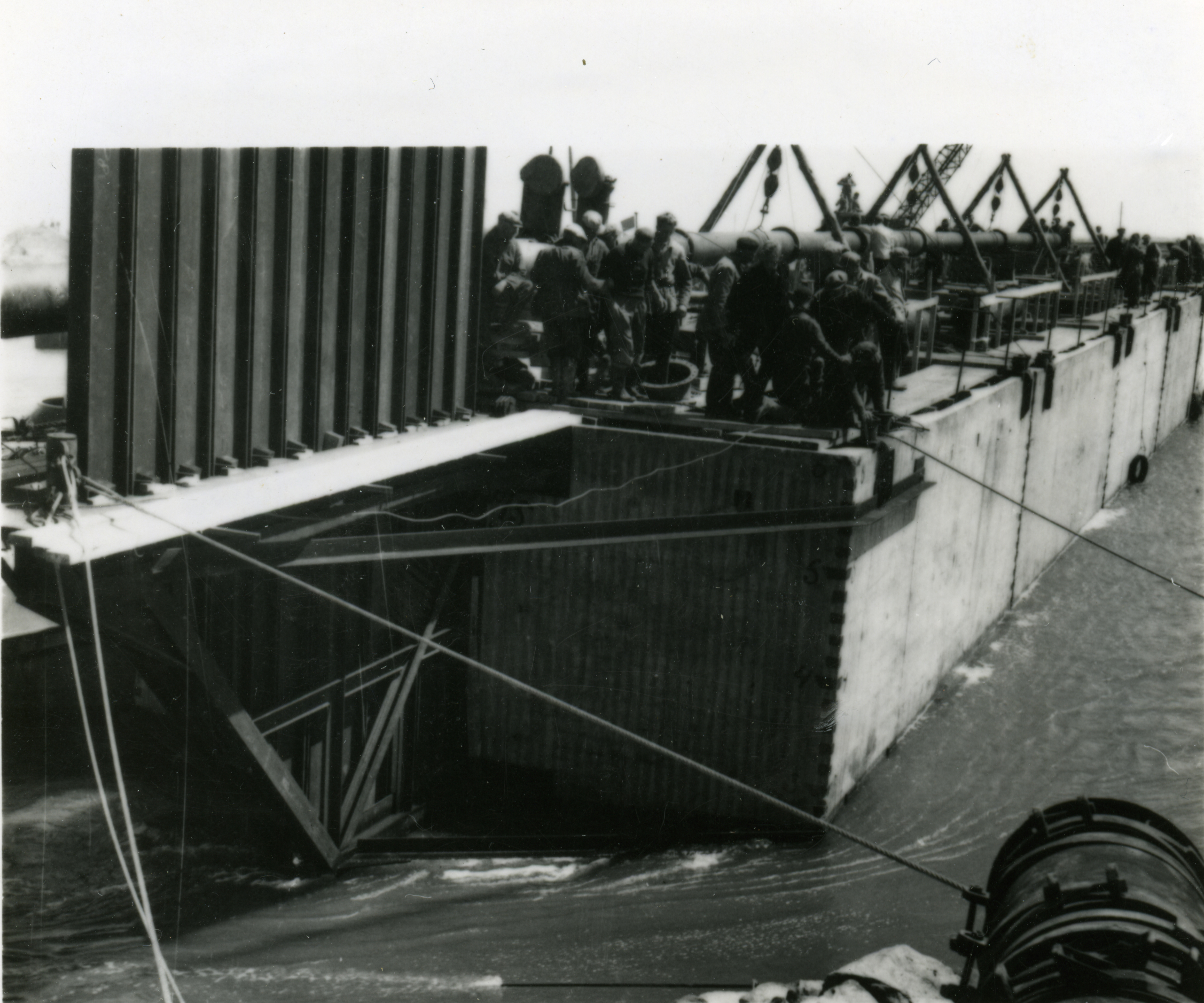
Guillotine bij het caisson voor het sluiten van de bres bij de Stevenssluis op Schouwen

Een caisson heeft een rechte zijkant. Dit sluit vaak niet aan op de onregelmatig gevormde zijkant van een bres. Om dat gat te dichten werd er in sommige gevallen een "guillotine" aan vast gebouwd, bestaande uit damwandplanken die de scheve zijkant konden afdichten.